# كريستوفر لامونت
كريستوفر لامونت (7 ديسمبر 1982 في المملكة المتحدة - ) (بالإنجليزية: Christopher Lamont)‏ هو لاعب كرة طائرة المملكة المتحدة في مركز وسط ‏. شارك في الألعاب الأولمبية الصيفية 2012. ولعب مع ASUL Lyon Volley-Ball ‏.

## وصلات خارجية
- كريستوفر لامونت على موقع عالم الكرة الطائرة (الإنجليزية)
- كريستوفر لامونت على موقع أوليمبيديا (الإنجليزية)
- كريستوفر لامونت على موقع اللجنة الأولمبية البريطانية (الإنجليزية)